# Chionaema melanoplagia
Chionaema melanoplagia là một loài bướm đêm thuộc phân họ Arctiinae, họ Erebidae.